# Joan Fabra i Floreta
Joan Fabra i Floreta (Puigcerdà, Baixa Cerdanya, 1817 - Madrid ?, s. XIX) fou un comerciant i polític català, diputat a les Corts Espanyoles durant la restauració borbònica.

## Biografia
Membre del Partit Constitucional i després del Partit Liberal Fusionista, fou elegit diputat a les Corts espanyoles pel districte de Puigcerdà a les eleccions generals espanyoles de 1865, 1871, 1872, 1876, 1881, 1886 i 1893.
Entre 1869 i 1875 fou vocal de la Junta Central d'Aranzels. Era més lligat a l'associacionisme madrileny, de manera que defensà més el lliurecanvisme que no pas el proteccionisme, raó per la qual fou força criticat pels diputats catalans conservadors. El 1878 va fundar el Cercle Unió Mercantil de Barcelona, i el juny de 1881 es va adherir a la manifestació proteccionista de Girona. El 1889 fou nomenat governador civil de la província d'Osca. També fou regidor de l'ajuntament de Madrid i participà en el Congrés Econòmic Nacional de Barcelona el 1888 com a president del Centro de Instrucción Comercial de Madrid, del qual el 1892 encara era president.